# تیرباران

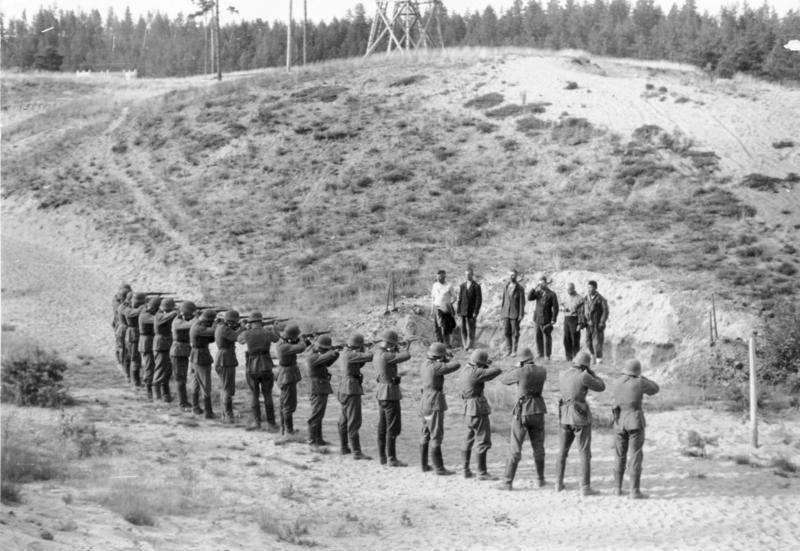
تیرباران پارتیزان‌های روسی توسط سربازان آلمان نازی در جنگ جهانی دوم (سپتامبر ۱۹۴۱)این عکس در آرشیو فدرال آلمان نگهداری می‌شود.

تیرباران یکی از راه‌های اجرای مجازات اعدام است. نحوه اجرای تیرباران معمولاً به این ترتیب است که شخص محکوم به اعدام را با طناب به یک تیرک عمودی می‌بندند و به فرمان فرمانده جوخه آتش، شخص محکوم گلوله‌باران می‌شود. البته کیفیت اجرای تیرباران در کشورهای مختلف متفاوت است و با قوانین گوناگونی اجرا می‌شود. اشخاص محکوم به مرگ با تیرباران معمولاً نظامیان می‌باشند.
هنگامی که صدام حسین به اعدام با طناب دار محکوم شد، وی خواستار اجرای حکم اعدام با تیرباران شد، اما ادعای او مبنی بر اینکه هنوز هم یک نظامی است و در صورت اثبات جرم باید تیرباران شود، از سوی دادگاه پذیرفته نشد.

## نگارخانه

تیرباران در نقاط مختلف جهان
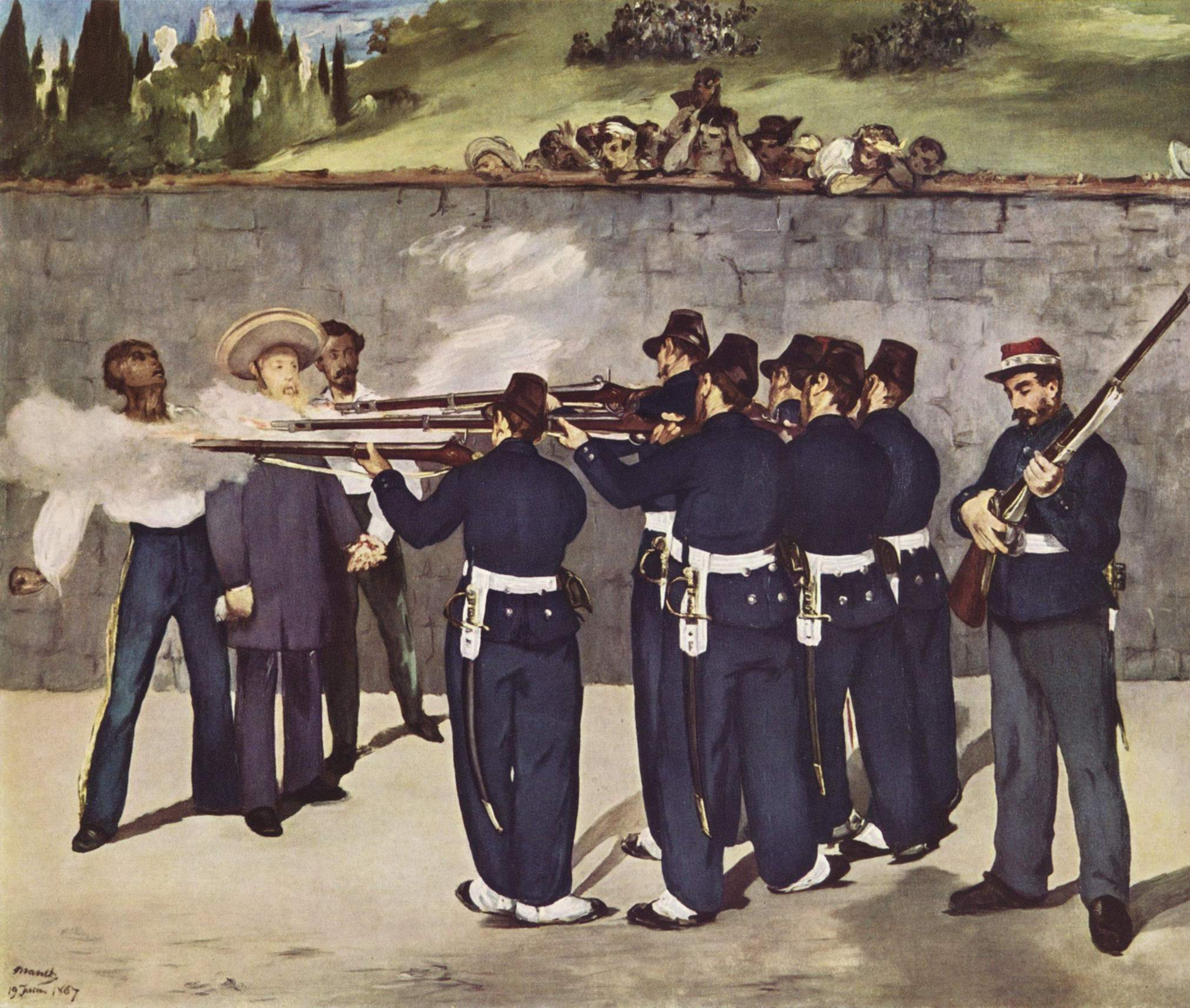
تیرباران فردیناند ماکسیمیلیان یوزف، پادشاه مکزیک اثر ادوارد مانه.
اعدام شهروندان مادریدی توسط سربازان فرانسوی، تابلوی سوم ماه می ۱۸۰۸ اثر فرانسیسکو گویا
تیرباران برخی اعضاء حزب توده پس از کودتا ۲۸ مرداد ۱۳۳۲
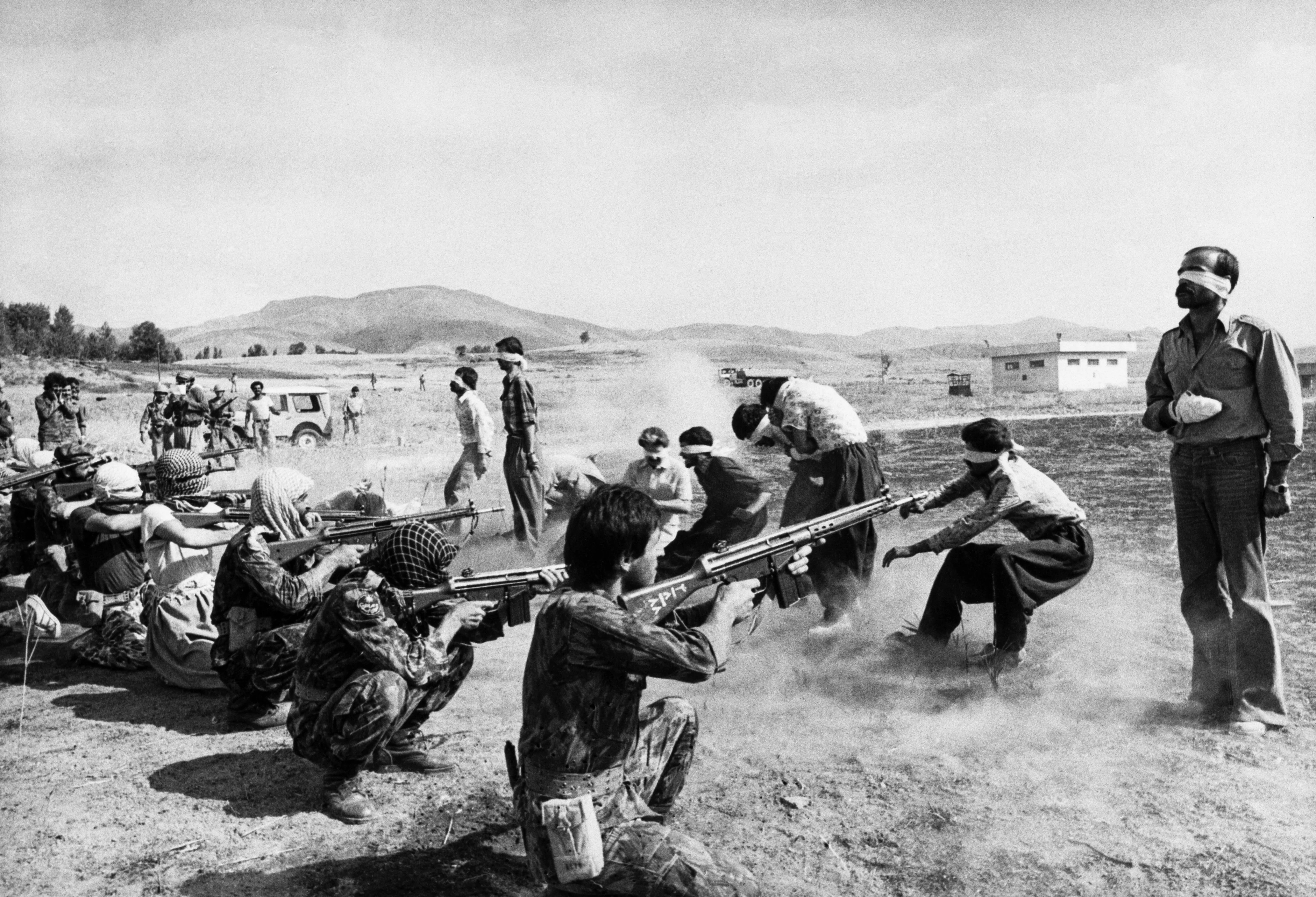
«جوخه آتش در ایران» برنده جایزه پولیتزر. اعدامیان محکوم شده توسط خلخالی در فرودگاه سنندج